# Estación Santana
Estación Santana es una de las estaciones de la Línea 1 - Azul del Metro de São Paulo. Fue inaugurada el 26 de setiembre de 1975. Durante 22 años y 7 meses fue terminal de la Línea 1-Azul, en su parte norte.

## Localización

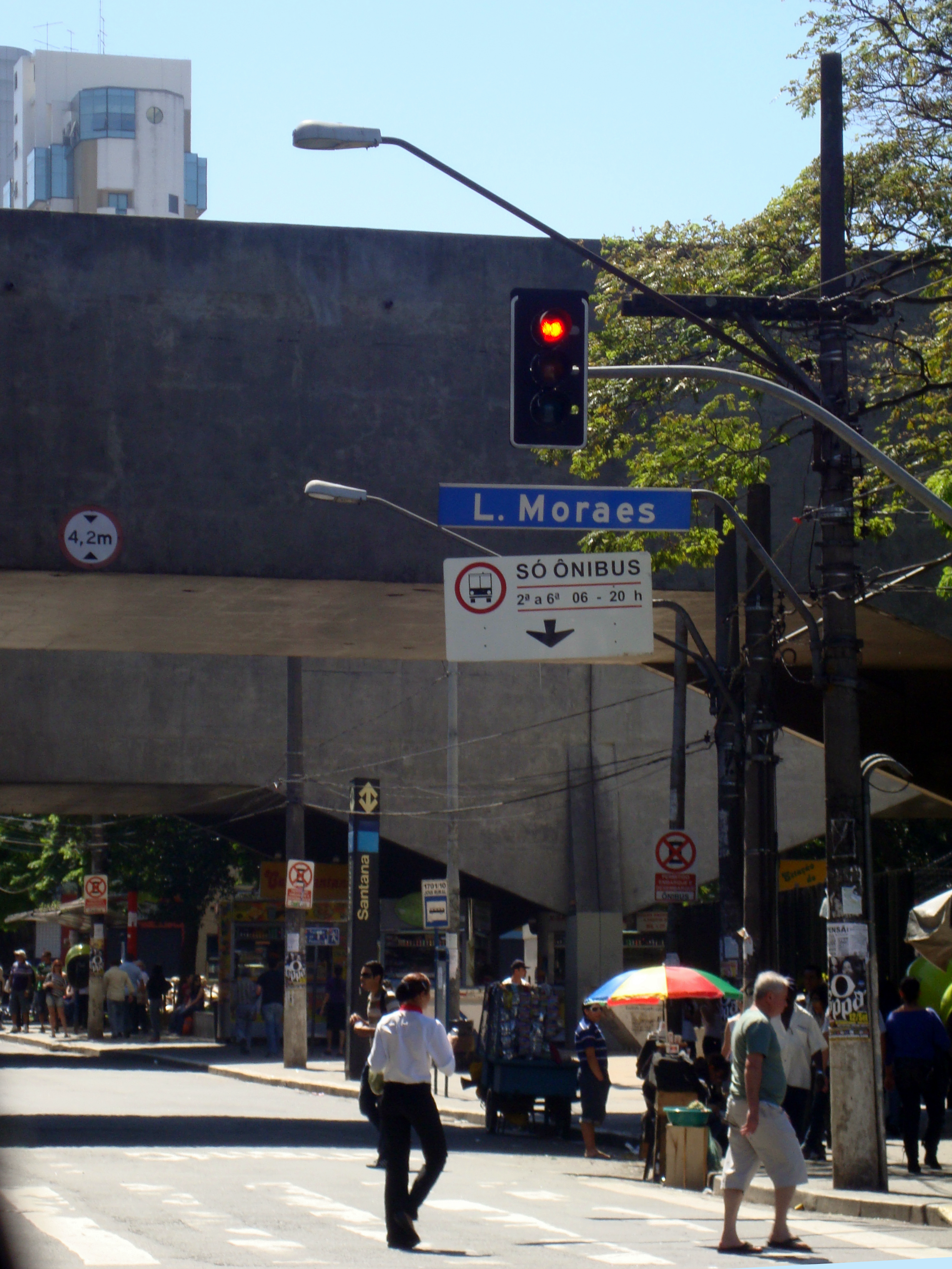
Entrada a la estación

Se encuentra en un área conocida hoy como el centro de Santana, en la Avenida Cruzeiro do Sul, 3173, en el distrito de Santana, en la zona norte de la ciudad.
En 1964 fue demolida la Estación Santana del Tramway da Cantareira, construida en 1895 y ubicada en la calle Alfredo Pujol entre la calle Voluntários da Pátria y la Avenida Cruzeiro do Sul, exactamente dentro de la curva, del lado derecho en el sentido Cantareira, no muy distante de donde hoy fue construida la estación Santana de metro.

## Características

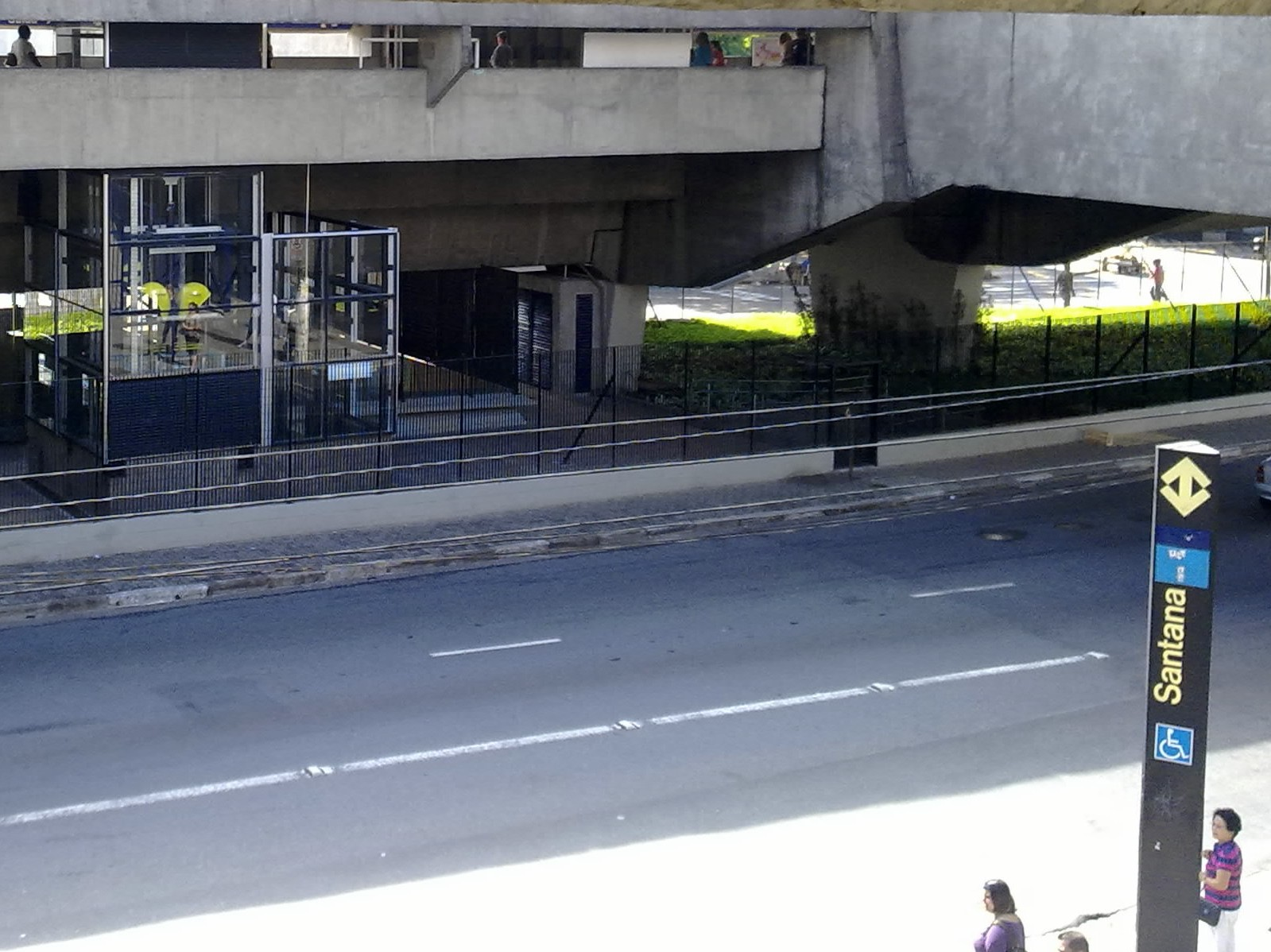
Nuevos elevadores en el cantero central de la Avenida Cruzeiro do Sul.

Se trata de una estación elevada con estructura en concreto aparente, con techo prefabricada de concreto y dos plataformas laterales. Posee dos niveles, siendo uno de ellos para tránsito a nivel subterráneo (con acceso a la terminal), molinetes y boneterías y otro nivel para las plataformas, con escaleras mecánicas y fijas sirviendo de conexión entre los diferentes niveles. Tiene 8.565m² de área construida.
Posee tres salidas, la primera en la esquina de la referida avenida con la calle Leite de Morais, la segunda al lado de la EESG Padre Antônio Vieira, esquina Dr. Gabriel Piza (estas dos al oeste de la línea) y la tercera dentro de la Terminal Santana ubicada al este de la estación. La estación también posee un ascensor para el acceso de discapacitados físicos.

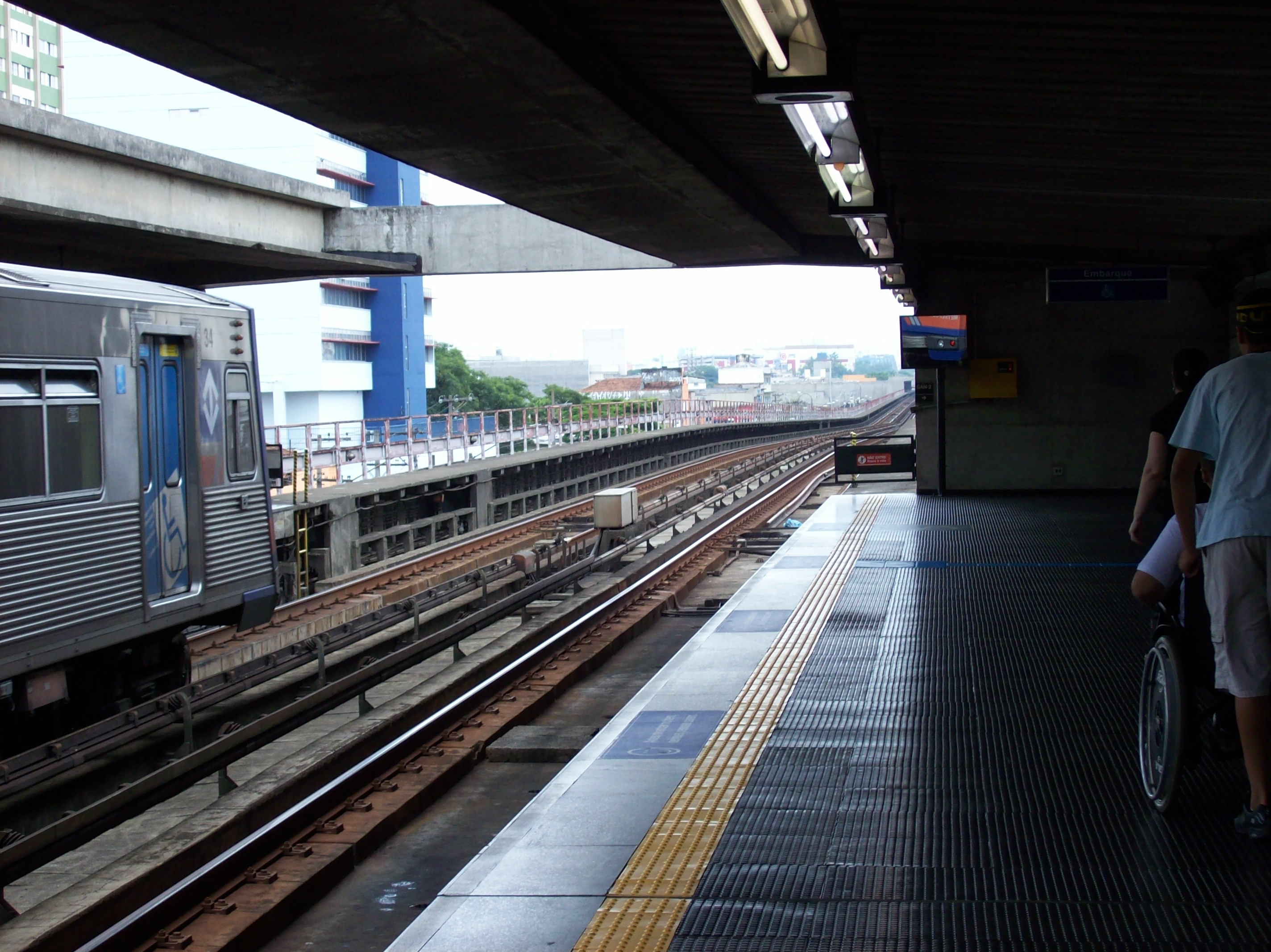
Vista de la plataforma de la estación.

La capacidad de la estación es de 30.000 pasajeros en hora pico.
La estación posee las escaleras mecánicas más grandes del sistema, las cuales salen del subterráneo en la Av. Cruzeiro do Sul y van hasta la plataforma elevada. Poseen cerca de 35 metros de largo y superan un desnivel de 20 metros.

### Demanda media de la estación
Santana, es la estación con mayor movimiento en la zona norte. Tiene una media de 56 mil entradas por día. Esto se debe a los dos siguientes hechos:
El primero es que la estación se ubica en el centro de Santana, uno de los puntos con mayor movimiento del distrito, siendo la más importante del mismo. En segundo lugar, existe un mayor movimiento gracias a la conexión con la Terminal Santana, espacio público preservado por el metro que dispone ómnibus con destinos a las áreas 1, 2, 3, 6 y 7 del municipio.

## Alrededores de la estación[2]
Comercio
- Rua Alfredo Pujol
- Rua Doutor César
- Rua Leite de Morais
- Rua Voluntários da Pátria
- Santana Shopping

Educación
- Biblioteca Nuto Sant’Anna
- Centro de Educación Infantil Adelaide Lopes Rodrigues
- Colegio Padre Antônio Vieira
- Colegio SAA
- Colegio Salete
- UNIBAN

Religión
- Casa São Paulo de Racionalismo Cristiano
- Iglesia Batista Betel
- Iglesia de la Gracia
- Iglesia Matriz de Santana
- Iglesia Presbiteriana Ebenezer

Salud
- Hospital CEMA
- Hospital São Vito

Oficinas públicas
- INSS Puesto Fiscal
- Guardia Civil Metropolitana Inspectoría General de Santana
- Parque de Material Aeronáutico de São Paulo
- Terminal Santana
- 8º Registro Civil

## Líneas de SPTrans
Líneas de la SPTrans que salen de la Estación Santana del Metro:
| Línea | Prefijo | Letrero Ida   | Letrero Vuelta                     |
| ----- | ------- | ------------- | ---------------------------------- |
| 106A  | 10      | Metro Santana | Itaim Bibi                         |
| 175T  | 10      | Metro Santana | Metro Jabaquara                    |
| 1018  | 10      | Metro Santana | Vila Rosa                          |
| 1726  | 10      | Metro Santana | Vila Zilda                         |
| 1730  | 10      | Metro Santana | Shop. Center Norte                 |
| 1741  | 10      | Metro Santana | Vila Dionísia                      |
| 1741  | 21      | Metro Santana | Cons. Moreira Barros               |
| 1742  | 10      | Metro Santana | Jd. Antártica                      |
| 1744  | 10      | Metro Santana | Lauzane Paulista                   |
| 1744  | 21      | Metro Santana | Praça Joaquim Lopes                |
| 1756  | 10      | Metro Santana | Pedra Branca                       |
| 1757  | 10      | Metro Santana | Conjunto dos Bancários             |
| 1758  | 10      | Metro Santana | Jd. Antártica                      |
| 1759  | 10      | Metro Santana | Jardim Pery                        |
| 1759  | 21      | Metro Santana | Avenida Peri Ronchetti             |
| 1759  | 41      | Metro Santana | Jardim Pery                        |
| 1764  | 10      | Metro Santana | Jardim Corisco                     |
| 1766  | 10      | Metro Santana | Jd. Cabuçu                         |
| 1771  | 10      | Metro Santana | Vila Zilda                         |
| 1773  | 41      | Metro Santana | Vila Ayrosa                        |
| 1776  | 10      | Metro Santana | Jd. Joamar                         |
| 1778  | 10      | Metro Santana | Jaçanã                             |
| 177H  | 10      | Metro Santana | Butanta USP                        |
| 177P  | 10      | Metro Santana | Butanta USP                        |
| 1782  | 10      | Metro Santana | Vila Nova Galvão                   |
| 1782  | 31      | Metro Santana | Vila Nova Galvão                   |
| 1783  | 10      | Metro Santana | Cachoeira                          |
| 1785  | 10      | Metro Santana | Vila Aurora                        |
| 1786  | 10      | Metro Santana | Vila Albertina                     |
| 1787  | 10      | Metro Santana | Vila Marieta                       |
| 1788  | 10      | Metro Santana | Jd. Fontalis                       |
| 1788  | 51      | Metro Santana | Jd. Campo Limpo                    |
| 1789  | 10      | Metro Santana | Recanto Verde                      |
| 178L  | 22      | Metro Santana | Lauzane Paulista                   |
| 178T  | 10      | Metro Santana | Ceasa                              |
| 271A  | 10      | Metro Santana | Terminal Penha                     |
| 271A  | 51      | Metro Santana | Cangaíba                           |
| 271M  | 10      | Metro Santana | Parque Novo Mundo                  |
| 2740  | 10      | Metro Santana | Pedra Branca                       |
| 9701  | 10      | Metro Santana | Fórum Santana                      |
| 971A  | 10      | Metro Santana | Jardim Primavera                   |
| 971C  | 10      | Metro Santana | Cohab                              |
| 971M  | 10      | Metro Santana | Vila Penteado via Direitos Humanos |
| 971P  | 10      | Metro Santana | Vila Penteado                      |
| 971R  | 10      | Metro Santana | Estação Jaraguá                    |
| 971R  | 21      | Metro Santana | Jardim Damasceno                   |
| 971R  | 42      | Metro Santana | CDHU Voith                         |
| 971R  | 51      | Metro Santana | Chica Luísa                        |
| 971T  | 10      | Metro Santana | Vila Santa Maria                   |
| 971X  | 10      | Metro Santana | Terminal Vila Nova Cachoeirinha    |